# Septembre 1958

## Évènements
- Au Congrès de la SFIO en congrès, scission de l'aile gauche (Savary, Depreux Mayer…) qui fonde le Parti socialiste autonome (PSA).
- Revendication de l’indépendance par le prince Louis Rwagasore d’Urundi;
- Élections législatives au Tanganyika[1].
- Le gouverneur de l’Arkansas Orval Faubus décide la fermeture de toutes les écoles publiques de son État. Le gouvernement fédéral ne réagit pas.

- 2 septembre[2] : National Defense Education Act, qui débloque d’importants crédits pour développer l’enseignement scientifique.

- 4 septembre : de Gaulle présente la nouvelle constitution, place de la République à Paris.

- 7 septembre (Formule 1) : Grand Prix automobile d'Italie 1958.

- 11 septembre (France) : déclaration au Journal Officiel de la fondation de l'Association des guides et scouts d'Europe.

- 13 septembre : mort de Ruben Um Nyobe, chef de l’UPC (Cameroun) dans des circonstances douteuses.

- 14 septembre : première rencontre à Colombey entre le général de Gaulle et le chancelier Adenauer.

- 15 septembre : l’Espagne entre dans le FMI[3].

- 18 septembre : premier vol du Beechcraft-SFERMA PD.18S équipé de turbines à hélices Turboméca Bastan.

- 19 septembre : proclamation au Caire du Gouvernement provisoire de la République algérienne (GPRA) sous la présidence de Ferhat Abbas. La RAU, l’Irak, la Libye, le Yémen, la Tunisie et le Maroc la reconnaissent immédiatement.

- 22 septembre : le président du Liban Fouad Chéhab forme un gouvernement d’union nationale et mène une politique de rééquilibrage économique et social en faveur des communautés les plus démunies, tels les chiites. Il favorise le développement régional face à Beyrouth. À l’extérieur, il revient à une ligne plus arabiste et entend respecter le « pacte national ».

- 24 septembre : 
  - France : fondation de l’UNR (Union pour la nouvelle République) sous la présidence de Jacques Soustelle.
  - Mémorandum sur le directoire à trois de l'OTAN (États-Unis, Royaume-Uni, France). De Gaulle propose au président des États-Unis Eisenhower et au Premier ministre britannique Harold Macmillan la création d’un directoire à trois au sein de l’Alliance atlantique.

- 26 septembre (Birmanie) : U Nu confie le pouvoir à l'armée pour rétablir l'ordre. Le général Ne Win devient Premier ministre et établit une dictature anticommuniste.

- 28 septembre : approbation par référendum de la Constitution de la Cinquième République, avec près de 80 % de oui.

- 30 septembre :
  - France : crue catastrophique du Gard et de la Cèze : trente six victimes.
  - Réforme agraire en Irak limitant considérablement la taille des propriétés. La population rurale n’est pas préparée à ces changements. La suppression de la grande propriété entraîne la disparition de la jachère, l’augmentation de l’irrigation et la dégradation des sols. La production agricole décroît et l’Irak cesse d’être autosuffisant en matière alimentaire.
  - Fin du National Advisory Committee for Aeronautics.

## Naissances
- 2 septembre : Olivier Grouillard, pilote automobile de F1 français.
- 5 septembre: Pierre Leroux, écrivain, journaliste, et scénariste québécois.
- 6 septembre : Michael Winslow, acteur et humoriste américain.
- 9 septembre : 
  - Dani Lary, magicien illusionniste français.
  - Nathalie Guetta, actrice française.
- 12 septembre : Harold Carter, pair et avocat britannique.
- 14 septembre :
  - Mikael Birkkjær, acteur danois.
  - Alain Fabiani, joueur français de volley-ball.
  - John Herrington, astronaute américain.
  - James Huang, homme politique taïwanais.
  - Silas Malafaia, écrivain, télévangéliste et pasteur pentecôtiste brésilien.
  - Robert McCall, patineur artistique canadien († 15 novembre 1991).
  - Beth Nielsen Chapman, chanteuse-compositrice américaine dans le style musique country et pop.
- 16 septembre : Jennifer Tilly, actrice américaine.
- 17 septembre : Monte Solberg, homme politique de la circonscription fédérale de Medicine Hat.
- 18 septembre : Rachid Taha, chanteur algérien († 12 septembre 2018).
- 21 septembre : Rick Mahorn, basketteur américain.
- 22 septembre :
  - Andrea Bocelli, chanteur italien.
  - Joan Jett, chanteuse de rock américaine.
- 25 septembre : Bernard Wesphael, homme politique belge de langue française.
- 26 septembre : Frank Darcel, écrivain, musicien et producteur de musique breton († 14 mars 2024).
- 27 septembre : Carmen Cerdeira, avocate et femme politique espagnole († 2 août 2007).

## Décès
- 2 septembre : George Stewart Henry, premier ministre de l'Ontario.
- 5 septembre : Jeanne Darlays, cantatrice (° 2 mai 1874).
- 11 septembre : Camillien Houde, maire de Montréal.
- 24 septembre : Mahmud Aliyev, homme politique et diplomate azerbaïdjanais (° 22 février 1908).